# Steve Thomas
Stephen Anthony "Steve" Thomas, född 15 juli 1963, är en kanadensisk-brittisk före detta professionell ishockeyspelare som tillbringade 20 säsonger i den nordamerikanska ishockeyligan National Hockey League (NHL), där han spelade för Toronto Maple Leafs, Chicago Blackhawks, New York Islanders, New Jersey Devils, Mighty Ducks of Anaheim och Detroit Red Wings. Han producerade 933 poäng (421 mål och 418 assists) samt drog på sig 1 306 utvisningsminuter på 1 235 grundspelsmatcher. Han spelade också för St. Catharines Saints i American Hockey League (AHL) och Toronto Marlboros i Ontario Hockey League (OHL).
Thomas blev aldrig NHL-draftad.
Han är far till ishockeyspelaren Christian Thomas, som spelade i NHL mellan 2012 och 2016.
Thomas var anställd hos Tampa Bay Lightning mellan 2010 och 2016, där han hade olika sysslor inom organisationen. Säsongen 2016–2017 var han assisterande tränare för St. Louis Blues.

## Statistik
| 1980–1981  | Markham Waxers          | OJHL       | 42   | 22  | 25  | 47  | 76   | —   | —  | —  | —   | —   |
|            | Toronto Marlboros       | OHL        | 1    | 0   | 0   | 0   | 0    | —   | —  | —  | —   | —   |
| 1981–1982  | Markham Waxers          | OJHL       | 48   | 68  | 57  | 125 | 113  | —   | —  | —  | —   | —   |
| 1982–1983  | Toronto Marlboros       | OHL        | 61   | 18  | 20  | 38  | 42   | —   | —  | —  | —   | —   |
| 1983–1984  | Toronto Marlboros       | OHL        | 70   | 51  | 54  | 105 | 77   | —   | —  | —  | —   | —   |
| 1984–1985  | Toronto Maple Leafs     | NHL        | 18   | 1   | 1   | 2   | 2    | —   | —  | —  | —   | —   |
|            | St. Catharines Saints   | AHL        | 64   | 42  | 48  | 90  | 56   | —   | —  | —  | —   | —   |
| 1985–1986  | Toronto Maple Leafs     | NHL        | 65   | 20  | 37  | 57  | 36   | 10  | 6  | 8  | 14  | 9   |
|            | St. Catharines Saints   | AHL        | 19   | 18  | 14  | 32  | 35   | —   | —  | —  | —   | —   |
| 1986–1987  | Toronto Maple Leafs     | NHL        | 78   | 35  | 27  | 62  | 114  | 13  | 2  | 3  | 5   | 13  |
| 1987–1988  | Chicago Blackhawks      | NHL        | 30   | 13  | 13  | 26  | 40   | 3   | 1  | 2  | 3   | 6   |
| 1988–1989  | Chicago Blackhawks      | NHL        | 45   | 21  | 19  | 40  | 69   | 12  | 3  | 5  | 8   | 10  |
| 1989–1990  | Chicago Blackhawks      | NHL        | 76   | 40  | 30  | 70  | 91   | 20  | 7  | 6  | 13  | 33  |
| 1990–1991  | Chicago Blackhawks      | NHL        | 69   | 19  | 35  | 54  | 129  | 6   | 1  | 2  | 3   | 15  |
| 1991–1992  | Chicago Blackhawks      | NHL        | 11   | 2   | 6   | 8   | 26   | —   | —  | —  | —   | —   |
|            | New York Islanders      | NHL        | 71   | 28  | 42  | 70  | 71   | —   | —  | —  | —   | —   |
| 1992–1993  | New York Islanders      | NHL        | 79   | 37  | 50  | 87  | 111  | 18  | 9  | 8  | 17  | 37  |
| 1993–1994  | New York Islanders      | NHL        | 78   | 42  | 33  | 75  | 139  | 4   | 1  | 0  | 1   | 8   |
| 1994–1995  | New York Islanders      | NHL        | 47   | 11  | 15  | 26  | 60   | —   | —  | —  | —   | —   |
| 1995–1996  | New Jersey Devils       | NHL        | 81   | 26  | 35  | 61  | 98   | —   | —  | —  | —   | —   |
| 1996–1997  | New Jersey Devils       | NHL        | 57   | 15  | 19  | 34  | 46   | —   | —  | —  | —   | —   |
| 1997–1998  | New Jersey Devils       | NHL        | 55   | 14  | 10  | 24  | 32   | 6   | 0  | 3  | 3   | 2   |
| 1998–1999  | Toronto Maple Leafs     | NHL        | 78   | 28  | 45  | 73  | 33   | 17  | 6  | 3  | 9   | 12  |
| 1999–2000  | Toronto Maple Leafs     | NHL        | 81   | 26  | 37  | 63  | 68   | 12  | 6  | 3  | 9   | 10  |
| 2000–2001  | Toronto Maple Leafs     | NHL        | 57   | 8   | 26  | 34  | 46   | 11  | 6  | 3  | 9   | 4   |
| 2001–2002  | Chicago Blackhawks      | NHL        | 34   | 11  | 4   | 15  | 17   | 5   | 1  | 1  | 2   | 0   |
| 2002–2003  | Chicago Blackhawks      | NHL        | 69   | 4   | 13  | 17  | 51   | —   | —  | —  | —   | —   |
|            | Mighty Ducks of Anaheim | NHL        | 12   | 10  | 3   | 13  | 2    | 21  | 4  | 4  | 8   | 8   |
| 2003–2004  | Detroit Red Wings       | NHL        | 44   | 10  | 12  | 22  | 25   | 6   | 0  | 1  | 1   | 2   |
| NHL totalt | NHL totalt              | NHL totalt | 1235 | 421 | 512 | 933 | 1306 | 164 | 53 | 52 | 105 | 169 |
| AHL totalt | AHL totalt              | AHL totalt | 83   | 60  | 62  | 122 | 91   | —   | —  | —  | —   | —   |
| OHL totalt | OHL totalt              | OHL totalt | 132  | 69  | 74  | 143 | 119  | —   | —  | —  | —   | —   |

### Internationellt
| Källa:        | Källa:        | Källa:        |         | Utv = Utvisningsminuter | Utv = Utvisningsminuter | Utv = Utvisningsminuter | Utv = Utvisningsminuter | Utv = Utvisningsminuter |
| År            | Lag           | Mästerskap    | Matcher | Mål                     | Assists                 | Poäng                   | Utv                     |                         |
| ------------- | ------------- | ------------- | ------- | ----------------------- | ----------------------- | ----------------------- | ----------------------- | ----------------------- |
| 1991          | Kanada        | VM            | 10      | 5                       | 3                       | 8                       | 12                      |                         |
| 1992          | Kanada        | VM            | 5       | 2                       | 2                       | 4                       | 4                       |                         |
| 1994          | Kanada        | VM            | 6       | 1                       | 5                       | 6                       | 0                       |                         |
| 1996          | Kanada        | VM            | 8       | 2                       | 3                       | 5                       | 29                      |                         |
| Senior totalt | Senior totalt | Senior totalt | 29      | 10                      | 13                      | 23                      | 45                      |                         |